# Nicolaas Jonghelinck

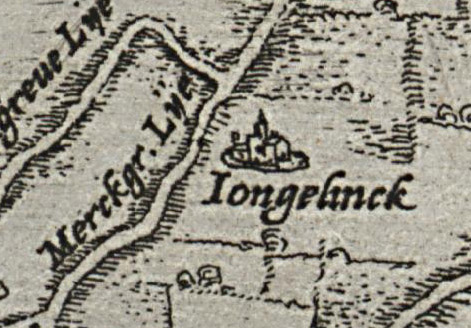
Het Jongelinckshof aan de Markgravelei op een landkaart van 1582

Feestmaal van de Zeegoden, een van de 22 schilderijen die Jonghelinck bestelde bij Frans Floris.

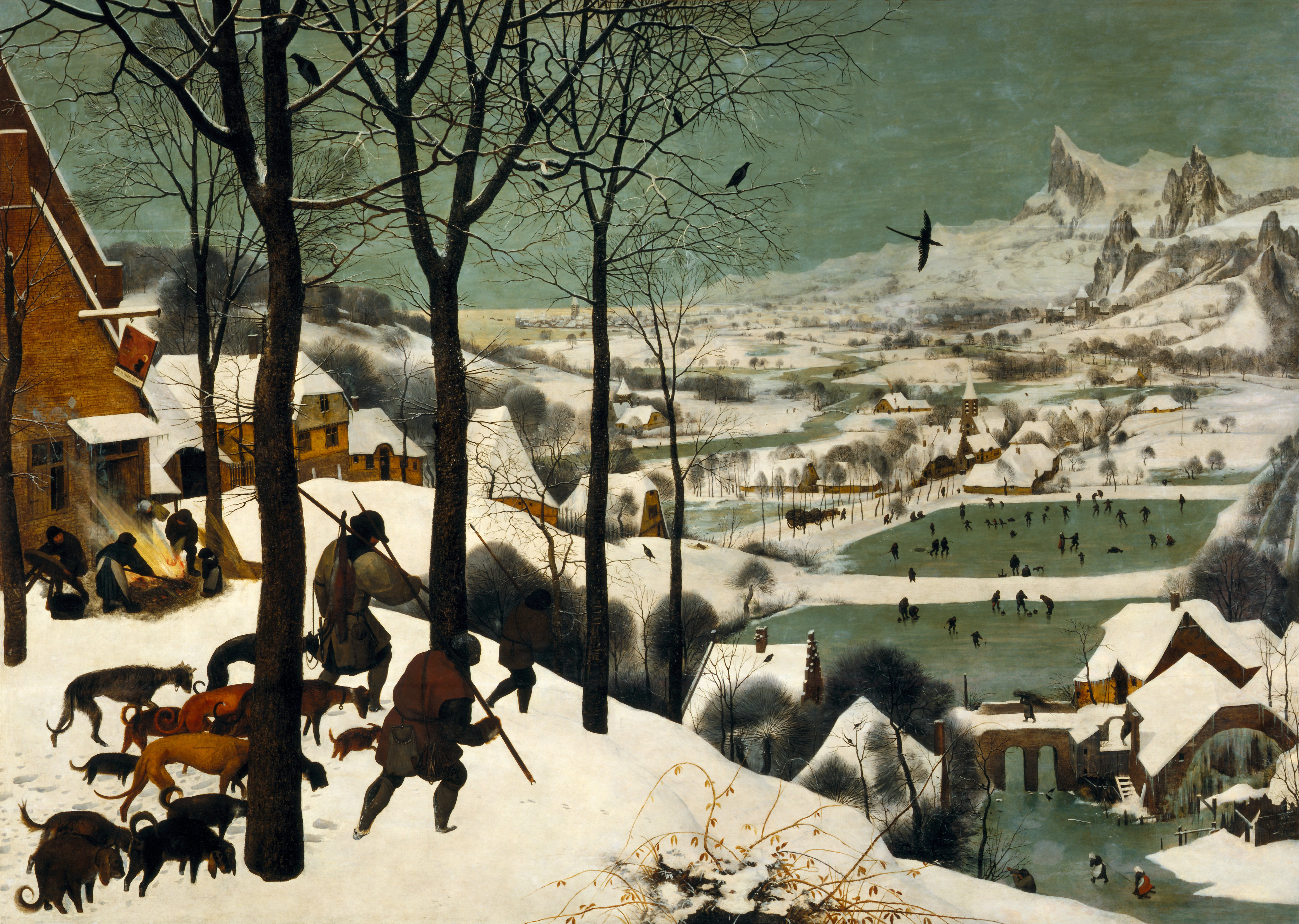
Jagers in de sneeuw, een van de zestien Bruegels die Jonghelinck bezat.

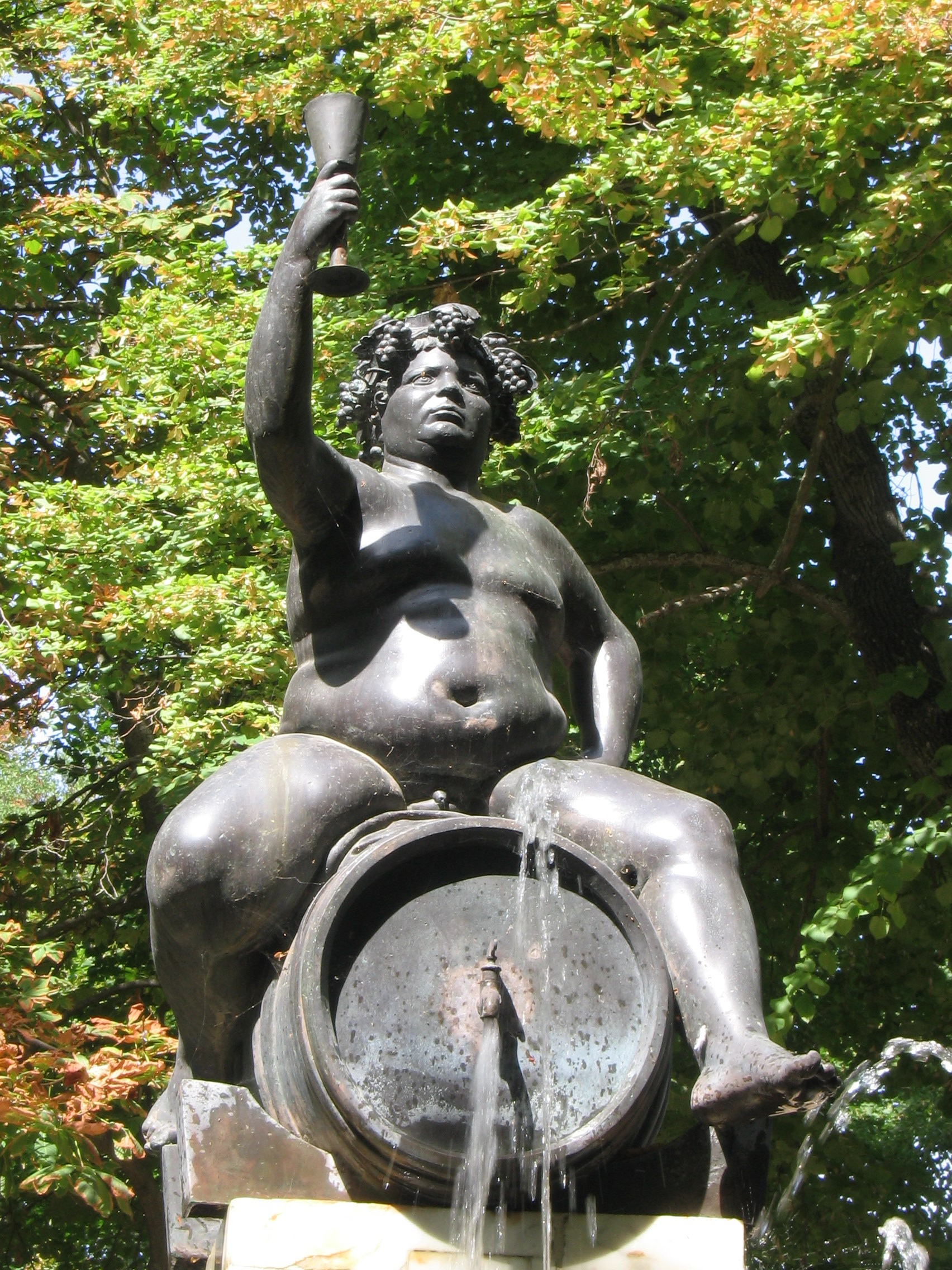
De Bacchusfontein die Jacob Jonghelinck rond 1565 maakte voor zijn oudere broer.

Nicolaas Jonghelinck (Antwerpen, 1517 – aldaar, 1570) was een belastingpachter, zakenman en kunstverzamelaar in de Spaanse Nederlanden.

## Levensloop
Hoewel niet van adel, behoorde Jonghelinck tot de financiële en sociale elite van Antwerpen. Zijn familie nam belangrijke ambten waar verbonden met de lokale en centrale overheid. Vader Pieter was medailleur en muntmeester van Brabant (1524-1542). Hij zou in deze positie worden opgevolgd door zijn oudste zoon Thomas (1542-1548). Ook andere van zijn kinderen hadden posities in het Antwerpse muntwezen: Jan was essayeur-generaal (1551-1569) en zijn jongste zoon Jacob waardijn (1572-1606). Nicolaas bleef niet achter. Hij trouwde in 1545 met Anna de Colenaere, dochter van de stadspensionaris, en werd in 1551-52 aangesteld tot belastingontvanger van Brabant en Zeeland. Op alle goederen die over zee binnenkwamen, inde hij de tol. Behalve zijn stadsresidentie in Kipdorp, die hij Sphera Mundi noemde, kocht Jonghelinck van zijn broer Thomas een hof van plaisantie buiten de Sint-Jorispoort in het goed Ter Beke, ontwikkeld door Gilbert van Schoonbeke. In dit speelhof bracht hij zijn kunstcollectie onder en ontving hij gasten, onder wie in 1556 zijn broodheer koning Filips II tijdens diens bezoek aan Antwerpen. In 1559 verwierf Jonghelinck ook de grote landtol met betrekking tot de Brabantse binnenvaart, met inbegrip van de grote steden Antwerpen, Brussel en Leuven. Hij kocht voorts in 1564 de wijnaccijns van Brabant, Vlaanderen en Zeeland, wat hem toeliet anderhalve gulden te innen op elke overzeese wijnton die gelost werd. Uit de enorme inkomsten moest Jonghelinck jaarlijks ongeveer 41.000 gulden pacht betalen. Zijn dure aankopen van vastgoed en kunst maakten kasbeheer een teer punt. Met Jacob van Hencxthoven organiseerde Jonghelinck in de jaren 1560 stadsloterijen, een hoogst speculatieve onderneming. Hij stelde regelmatig zekerheden voor zichzelf en voor zakenpartners als Daniël de Bruyne. Bij zijn dood in juni 1570 liet Jonghelinck een schuldenberg van ongeveer 50.000 gulden na. De beheerders van zijn nalatenschap probeerden de schuldeisers te betalen uit zijn vermogen: Sphera Mundi ging naar Aert Vleminck en het Jonghelinckshof naar de weduwe van tapijthandelaar Raes van Brecht. Erfgenaam Jacob Jonghelinck kreeg onder meer de Werken van Hercules.

## Kunstpatrimonium
In het Jonghelinckshof op het domein Ter Beke, een verkaveling in 1547 aangelegd door ontwikkelaar Gilbert van Schoonbeke, bracht Nicolaas Jonghelinck een indrukwekkende kunstcollectie bijeen. Hij had het speelhof in 1554 gekocht van zijn broer Thomas, in wiens opdracht het waarschijnlijk was opgetrokken. Het was de rijkste residentie van de nieuwe wijk, gelegen aan de hoofdstraat genaamd Markgravelei. Al in 1553 bestelde Nicolaas Jonghelinck bij Frans Floris de Werken van Hercules, een reeks van tien schilderijen waarvan er slechts één bewaard is (de volledige serie is bekend uit gravures van Cornelis Cort). Koning Filips II van Spanje, die net als zijn vader voortdurend met de Griekse held werd vergeleken, kwam in 1556 op bezoek in het Jonghelinckhof en kreeg de Werken daar te zien. Het verwerven van de wijnaccijns in 1564 vierde Jonghelinck door zijn broer Jacob opdracht te geven bronzen beelden te maken van Bacchus en de zeven planeten (de gebruikelijke godheid Apollo werd dus voor de gelegenheid vervangen). Terwijl Jacob aan het werk ging, leverde Bruegel in 1565 een zesdelige cyclus schilderijen op groot formaat voor de eetzaal. Het zijn de beroemde Maanden, waarvan er vijf bewaard zijn. Jonghelinck bezat niet minder dan zestien werken van de Brabantse meester, zoals blijkt uit een zekerheid die hij stelde ten gunste van de stad Antwerpen. Het contrast met de italianiserende stijl van Frans Floris kon niet groter zijn. Floris schilderde voor het speelhof een reeks over de Zeven vrije kunsten, die later haar weg vond naar Genua. Ook een werk van Albrecht Dürer behoorde tot Jonghelincks collectie. Bij zijn dood was een reusachtig landschap besteld bij Gillis van Coninxloo nog niet voltooid.
Het buitenverblijf van Jonghelinck werd in 1584 in opdracht van het stadsbestuur met de grond gelijkgemaakt toen Farnese het Beleg van Antwerpen kwam slaan.

## Voetnoten
1. ↑  Het document is gedateerd op 21 februari 1565 (1566 nieuwe stijl) en maakt gewag van een schuld van 16.000 Carolusgulden van Daniël de Bruyne aan het stadsbestuur. Het pand omvat alle alsulcken schilderyen als hij heeft nu ter tijt staende in zijnen huyse geleghen ter Beken, te wetene thien stucken vande historie van hercules, acht stucken van de slapenden Conste, het ordeel van Paris, Een zee Triumphe, Een banket vande goeden, een stuck van spes, fides et Caritas, al gemaect by Franchoijs Floris, Een stuck van Albordura, Sesthien stucken van Bruegel sulx de welcke is den Thoren van Babilonyen. Eenen Cruysdragere, de Tweelff maenden, Ende voorts alle dander hoedanich dye zijn.